# Dobbeltbeslutningen
NATOs  dobbeltbeslutning blev truffet af NATOs medlemslande i Bruxelles den 12. december 1979 som et modsvar til Sovjetunionens opstilling af de såkaldte SS-20-missiler i Østeuropa, der var blevet påbegyndt i 1976. NATOs dobbeltbeslutning symboliserede afslutningen på en relativt fredelig periode i den kolde krig mellem den vestlige verden under ledelse af USA og østblokken under ledelse af Sovjetunionen.
Dobbeltbeslutningen gik ud på, at man ville give Sovjetunionen fire år til at forhandle om at trække sine nyopstillede mellemdistanceraketter ud fra Østeuropa. Hvis ikke forhandlingerne i løbet af denne periode førte til aftaler om nedrustning, ville man fra NATOs side, begyndende fra slutningen af 1983, opstille 572 amerikanske atommissiler i Vesteuropa, fordelt på 108 mobile Pershing II-mellemdistanceraketter, og 464 jordbaserede Tomahawk-krydsermissiler. Man ville dermed fra vestlig side fjerne det man så som uligevægten i atomvåbenbalancen. Det var dette samspil mellem trussel og forhandling, der gav anledning til betegnelsen dobbeltbeslutningen.
NATOs ønske om at indsætte flere atomvåben i Vesteuropa førte til protester i mange vesteuropæiske lande, hvor fredsbevægelser opnåede bred opbakning fra store dele af befolkningerne, hvilket især lagde pres på de socialdemokratiske regeringer i Vesteuropa, da disse regeringers bagland og parlamentariske grundlag var stærke modstandere af oprustningen. I Danmark forsøgte den socialdemokratiske regering uden held at udskyde beslutningen et halvt år og afviste endvidere at følge NATOs opfordring til også at opstille raketter på dansk jord. NATOs dobbeltbeslutning blev i 1980'ernes Danmark startskuddet til den danske fodnotepolitik, hvor et alternativt flertal pressede Poul Schlüters regering til at indtage en afventende og tøvende position i forhold til NATO-samarbejdet.

## Optakt

### Afskrækkelse og afspænding
I løbet af 60'erne var den kolde krig efter en række nervepirrende episoder, der havde været tæt på at kaste verdens to supermagter ud i en atomkrig, eksempelvis Cuba-krisen, gået ind i en mere rolig fase, også kendt som detente- eller afspændingsfasen. NATOs politik i denne lidt roligere tid blev især defineret i en rapport fra 1967, Harmel-rapporten, der fastslog, at NATOs mål skulle være at forhindre en konflikt med Sovjetunionen ved at virke afskrækkende gennem et overvældende arsenal af atomvåben, mens man samtidig tilstræbte et mere harmonisk og imødekommende afspændingsforhold til østblokken under Sovjetunionen. Denne strategi blev kendt som afskrækkelse og afspænding.
Eksistensen af den strategiske ligevægt i atomvåben mellem USA og Sovjetunionen betød en fælles interesse i at undgå en altødelæggende atomkrig, hvor begge nationer ville kunne udrydde hinanden fuldstændigt. Med udgangspunkt i denne ide om den gensidige afskrækkelse, der sikrede, at ingen af stormagterne havde interesse i at starte en krig med anvendelse af atomvåben, indledte præsident Nixon og den sovjetiske generalsekretær Bresjnev i 1969 forhandlinger om reduktion i antallet af strategiske atomvåben, de såkaldte SALT-aftaler. Disse aftaler var udelukkende møntet på de langtrækkende atomvåben som de to supermagter truede hinanden med, og inkluderede ikke de mellemdistance-atomvåben, som var en del af atomvåbenbalancen mellem Vesteuropa og Sovjetunionen.

### Begyndende uro i Vesteuropa
Vesteuropas sikkerhed havde siden starten af den kolde krig været baseret på USA's vilje til om nødvendigt at ville forsvare de vesteuropæiske lande med atomvåben. Især for de ikke-atomare vesteuropæiske NATO-lande, Vesttyskland, Benelux-landene samt Danmark og Norge, var det altafgørende, at USA ikke ville tøve med at true Sovjetunionen med en verdensomspændende atomkrig, hvis Sovjetunionen begyndte at opføre sig aggressivt over for disse europæiske stater. Dette var især aktuelt for Vesttyskland, der, som NATOs yderste østlige forpost op til østblokken, og med en udsat stilling for blandt andet Vestberlin, der lå midt i fjendeland, følte sig særdeles udsatte over for eventuelle sovjetiske krav eller trusler.
I forbindelse med de igangværende forhandlinger mellem Sovjetunionen og USA om reduktion i antallet af strategiske atomvåben lod spørgsmålet om de vesteuropæiske landes sikkerhed i løbet af første halvdel af 70'erne til at blive stadig mere negligeret af USA.
I Vesteuropa voksede uroen over, at USA gennem forhandlingerne med Sovjetunionen udelukkende var interesseret i at sikre sig selv mod sovjetiske aggressioner, mens man samtidig lagde stadigt mindre vægt på eventuelt at ville kunne forsvare Vesteuropa mod aggressioner. Med Schlesinger-doktrinen fra 1974 blev der fra amerikansk side lagt vægt på den såkaldte flexible response strategi, der i tilfælde af militær konflikt opererede med en eskaleringsrække. Den betød, at man i en krigssituation skulle igennem en række eskaleringsniveauer, før man ville tage det ultimative strategiske atomvåben i brug. I tilfælde af krig skulle man først bruge konventionelle styrker, derefter mindre taktiske atomvåben mod militære installationer og først til sidst anvende de interkontinentale atommissiler, de strategiske atomvåben, mod civile storbymål. I Vesteuropa opfattede man det således, at USA ville være parat til at "sælge" dele af Vesteuropa til Sovjetunionen, før man ville risikere en fuldstændig atomkrig. Især i Vesttyskland var man bange for, at dele af landet i tilfælde af en militær konflikt, kunne falde i Warszawapagtens hænder, uden at USA ville gøre alvor af truslen om en verdensomspændende atomkrig. En lækket amerikansk rapport fra 1978 bekræftede dette billede, for her opererede man med en slagplan for Europa, der betød en opgivelse af store dele af Vesttyskland, hvis Warszawapagten angreb.

### Ligevægten i Europa forskydes
Ligevægten i atomvåben i Europa bestod i, at Sovjetunionen havde en række mellemdistanceraketter, der ville kunne nå mål i Europa, men altså ikke var langtrækkende nok til at nå USA. Tilsvarende havde Storbritannien og Frankrig en række atomvåben, og USA havde mellemdistanceraketter opstillet bl.a. i England, der ville kunne nå mål i Sovjetunionen. 
I løbet af 70'erne skete der dog en forskydning i styrkeforholdet mellem Øst- og Vesteuropas missilarsenal. Nye sovjetiske SS-20-raketter blev fra 1976 opstillet for at udskifte de ældre SS-4 og SS-5-modeller. Disse nye raketter kunne medføre op til tre sprænghoveder og havde en langt større træfsikkerhed og rækkevidde end de gamle, men yderligere var de mobile, hvilket gjorde det vanskeligt at sætte dem ud af spillet, da man ikke kunne vide hvor de befandt sig. De nye sovjetiske raketter blev anset for en trussel, især fordi de i tilfælde af en krigssituation så hurtigt og effektivt kunne sættes ind, at de ville kunne ødelægge de vesteuropæiske missilbaser og dermed ødelægge muligheden for et eventuelt modangreb. Disse nye raketter ville gennem et præventivt angreb kunne sætte Vesteuropas muligheder for at slå igen ud af spil. I lyset af USA's interesse i at undgå en atomkrig i fuld skala, anså man det i Vesteuropa for tvivlsomt, om USA ville være parat til at ofre sine egne storbyer og sin egen befolkning for de europæiske landes sikkerhed mod Sovjetunionen. Vesteuropa stod ifølge mange vesteuropæiske politikere nu åbent for politisk pres fra det meget stærkere Sovjetunionen.

### Vesttysk reaktion på uligevægten
Denne forskydning af ligevægten bekymrede som nævnt hovedsageligt Vesttyskland, der var i en speciel prekær position over for Østblokken. Placeret med hele den østlige grænse op imod Warszawapagten og med Vestberlin placeret midt inde i Warszawapagten var den vesttyske regering under den socialdemokratiske kansler Helmut Schmidt bestemt ikke interesseret i at kunne blive truet af de østlige naboer. Ved en eventuel krisesituation omhandlende Berlin ville Østblokken med deres langt stærkere våben kunne udsætte Vesttyskland for et politisk pres, man måske ikke ville kunne modstå. Sovjetunionens større våbenarsenal udgjorde for den vesttyske forbundsregering en bombe under hele den vesttyske sikkerhedspolitik. Dette var baggrunden for, at Helmut Schmidt ved en tale i oktober 1977 i en sikkerhedspolitisk tænketank i London gav udtryk for, at den eksisterende uligevægt i Europa var et problem, der måtte løses af NATO-landene i fællesskab. 
Ifølge Helmut Schmidt var det mest grundlæggende problem, at Vesteuropa manglede et strategisk helhedskoncept, der ville kunne imødegå truslen om en begrænset atomkrig i Europa, nu hvor truslen om en verdensomspændende atomkrig var trådt væsentligt i baggrunden efter de amerikansk-sovjetiske SALT-forhandlinger. Helmut Schmidt kritiserede også, at man fra amerikansk side ikke ville diskutere mellemdistanceraketter, der var en trussel mod Europa, i afrustningssamtalerne med Sovjetunionen, men udelukkende bekymrede sig om de interkontinentale ballistiske missiler, der ville kunne true USA.

Disse signaler blev hurtigt opfanget af de øvrige NATO-lande, og der indledtes samtaler herom mellem dem fra denne dag.

### Arbejdsgruppe udarbejder forslag
Umiddelbart efter Helmut Schmidts tale i 1977 begyndte man i USA og NATO at overveje indholdet af et strategisk helhedskoncept for et effektivt forsvar af Vesteuropa. Efter et møde i Guadeloupe i januar 1979 blev man enige om nogle overordnede retningslinjer for et modsvar til Sovjetunionens oprustning. Dette indebar en modernisering af det eksisterende vesteuropæiske raketforsvar samt et tilbud til Sovjetunionen om forhandlinger om nedrustning. Fra april 1979 begyndte en NATO-arbejdsgruppe, sammensat af diverse sikkerhedseksperter i tæt kontakt med de forskellige NATO-landes regeringer, at arbejde på konkrete løsningsforslag og den fremlagde i 1979 en række punkter, der skulle komme til at danne grundlag for den senere dobbeltbeslutning.
Arbejdsgruppen anbefalede:
- NATO skulle af politiske og militære grunde "modernisere sine nukleare våben i Europa, uden at gøre forsvaret yderligere afhængigt af atomvåben og uden at lade konventionelle våben i stikken."
- Overvejelserne omkring denne modernisering skulle tage fuldt hensyn til begrænsningerne i aftaler omkring rustningskontrol.
- Udstationeringen af raketter skulle bestå af landbaserede Tomahawk-missiler og Pershing II-raketter.
- Udstationeringen af raketter skulle finde sted i så mange europæiske NATO-lande som muligt. Især var det vigtigt, at Vesttyskland ikke blev eneste stationeringsland for disse raketter.
- Den endelige beslutning skulle træffes i december 1979, for ikke at kollidere med valget i Vesttyskland.[2]

## NATOs dobbeltbeslutning
Med udgangspunkt i disse punkter mødtes NATO-landene den 12. december 1979 i Bruxelles for at godkende beslutningen. Forud for dette var der i nogle lande foregået intense interne debatter omkring spørgsmålet. Mange landes befolkninger var imod det man opfattede som ensidig oprustning i Vesteuropa og mente, at man lagde unødigt pres på Sovjetunionen. Især i de mindre NATO-lande, heriblandt Holland, Danmark og Norge, var modstanden udbredt. Den socialdemokratiske regering under Anker Jørgensen foreslog ved mødet at udskyde beslutningen et halvt år for at give Sovjetunionen endnu længere tid til at overveje deres udstationering af SS-20-raketter. Dette blev dog afvist af de andre NATO-lande.
Den 12. december 1979 blev NATO´s dobbeltbeslutning vedtaget. Den endelige beslutning bestod af to spor. 
- Det første spor var, at man ville følge de fleste af arbejdsgruppens anbefalinger, og udstationere 572 missiler, fordelt på 464 lavtflyvende Tomahawk-missiler og 108 Pershing II-raketter, i vesteuropæiske lande, der ikke tidligere havde haft atomvåben, herunder særligt Vesttyskland.
- Det andet spor var, at man ville vente fire år med udstationeringen, og dermed give Sovjetunionen mulighed for at trække sine SS-20-raketter væk fra Østeuropa. Dette sidste spor indebar, at Sovjetunionen og USA skulle forhandle sig til rette omkring en nedrustning af mellemdistanceraketter i Europa.

Det første spor var hovedsageligt foreslået af USA, mens det andet spor var et udtrykkeligt ønske fra vesteuropæiske politikere, særligt Helmut Schmidt. Den tyske forbundskansler behøvede det andet spor, fordi han indenrigspolitisk og internt i det tyske socialdemokrati ville få meget svært ved at få opbakning til en decideret oprustning uden forudgående dialog med Sovjetunionen, og at han derfor ville få brug for en mere fredelig ikke-oprustningspræget del til at mildne venstrefløjen og sit bagland.
Den 24. december, blot 12 dage efter vedtagelsen, marcherede sovjetiske tropper ind i Afghanistan, hvilket udløste en proteststorm over det meste af verden. Den kolde krig blev efter en længere årrække med afspænding igen optrappet.

### Dobbeltbeslutningen som "den dobbelte misforståelse"
Af historikeren Helga Haftendorn er dobbeltbeslutningen også blevet kaldt for "den dobbelte misforståelse". Helmut Schmidts tale i London i 1977 blev for hende at se misforstået af den amerikanske Carter-administration, der tolkede Schmidts tale som et ønske om snarlig opstilling af mellemdistancevåben i Vesteuropa. Ifølge hende var det snarere et ønske fra Schmidts side, at gøre de sovjetiske mellemdistanceraketter til en del af de amerikansk-sovjetiske SALT-forhandlinger. Noget som Carter havde forpasset muligheden for at gøre.

Da Schmidt havde holdt sin tale, blev det derefter amerikanerne, der mest aktivt tilstræbte en vesteuropæisk oprustning, mens vesteuropæiske politikere betonede en forhandlingsløsning. Her kom ifølge Haftendorn den anden misforståelse, idet bl.a. Helmut Schmidt efterkom amerikanernes ønske om at opstille mellemdistanceraketter for ikke at så splid i alliancen. På samme tid troede amerikanerne, at de opfyldte europæiske ønsker ved at køre hårdt på med oprustning i Vesteuropa.

## Debatten om dobbeltbeslutningen
Overalt i Vesteuropa udløste dobbeltbeslutningen protester, især i de vesteuropæiske lande hvor de nye raketter skulle opstilles: Nederlandene, Belgien, Storbritannien og Vesttyskland, men også i Danmark, hvor regeringen havde afvist at lade dem opstille, var der store folkelige protester. Mange udtrykte undren over, at man i NATO efter så lang tids afspænding anså det for nødvendigt at opruste og dermed optrappe den kolde krig igen. Fredsbevægelser og masseorganisationer samlede støtte fra befolkningen i stort omfang. Forskellige fredsbevægelser rettede nu især skytset mod USA, som af mange blev anset for aggressoren i den kolde krig, og der herskede i mange kredse en udbredt mistillid til amerikanske ledere, som man anså for i en eventuel konflikt at ville sætte Europa på spil for amerikanske interesser. Situationen kunne karakteriseres ved den polemiske bemærkning "Ronald Reagan vil kæmpe til sidste europæer", som blev skabt i denne periode.
Kritikken fra fredsbevægelsen bundede især i en manglende forståelse for nødvendigheden af en oprustning. Man argumenterede, at de to supermagter allerede besad muligheden for at udslette hinanden og Jordens befolkning indtil flere gange, og man kunne derfor ikke se rationalet i yderligere opstilling af atomraketter. Man mente også, at man med denne opstilling øgede risikoen for, at Sovjetunionen ville føle sig trængt op i en krog, og dermed i desperation være mere tilbøjelig til at kaste verden ud i en altødelæggende atomkrig. Kritikerne af beslutningen anså ofte fortalerne for at være krigshøge, der ville presse Sovjetunionen ud i krig for enhver pris, og beslutningens fortalere blev derfor ofte polemisk omtalt som krigsgale antikommunister.
Fortalerne mente derimod, at dobbeltbeslutningen netop ville kunne forhindre en atomkrig. Med opstillingen af mellemdistanceraketter i Vesteuropa ville ligevægten i Europa blive genoprettet, og man kunne derefter koncentrere sig om nedrustningsaftaler. Fortalerne så ligevægt som den grundliggende forudsætning for enhver dialog med Sovjetunionen.

### Sovjetunionens rolle i den vesteuropæiske debat
Alt hvad der kunne forhindre eller forstyrre gennemførelsen af NATOs dobbeltbeslutning var helt klart i Sovjetunionens interesse, og de mange protester i de vesteuropæiske lande forsøgte Sovjetunionen derfor at vende til sin fordel. Nogle af dobbeltbeslutningens tilhængere kaldte derfor ofte polemisk modstanderne for "Sovjetunionens nyttige idioter", og enkelte gik endog så vidt, at de beskyldte dele af fredsbevægelsen for at være direkte kontrolleret fra Moskva, således blandt andet den danske historiker David Gress i den engelsksprogede bog Peace and Survival. I de seneste par år har dokumenter bevist, at Sovjetunionen gjorde meget for at forsøge at støtte fredsbevægelser og modstandere af dobbeltbeslutningen. Dette er mest overbevisende blevet fremlagt i bogen Ferngelenkte Friedensbewegung? (fjernstyret fredsbevægelse?) fra 2004 af Michael Ploetz. Ifølge denne bog støttede Sovjetunionen organisationer økonomisk, havde tæt kontakt til nogle medlemmer som en del af en strategi om at underminere vestlige regeringer og havde også agenter placeret i bevægelserne. Generelt set var dette dog i forbindelse med fredsbevægelserne ikke et udbredt fænomen og havde kun betydning for visse mindre dele af fredsbevægelsen. Fredsbevægelser opstod uafhængigt af Moskvas styring, og mange modsatte sig bevidst sovjetiske forsøg på infiltrering og allierede sig i stedet med russiske dissidenter, der var modstandere af sovjetregimet.

## Forhandlingsforsøg mellem USA og Sovjetunionen 1979-1983
Som en del af dobbeltbeslutningen var det meningen, at de to supermagter skulle nå til enighed om en reduktion i antallet af mellemdistanceraketter i Europa. Denne proces blev allerede fra starten af undermineret af forskellige faktorer. Sovjetunionens angreb på Afghanistan i december 1979 betød en yderligere forværring i forholdet mellem øst og vest, der bl.a. førte til Jimmy Carters afbrydelse af de igangværende SALT II-forhandlinger den 4. januar 1980. Samtidig fik den døende Leonid Bresjnev stadigt sværere ved at kontrollere Sovjetunionen alene uden pres fra "høgene", de sovjetiske generaler. Men også indenrigspolitiske forhold i USA besværliggjorde mulighederne for succesfulde forhandlinger. Den 20. januar 1981 blev Ronald Reagan indsat som USA´s 40. præsident. Reagan-administrationen ville have tid til at udtænke en hel ny sikkerhedspolitisk linje, og forhandlingerne mellem Sovjetunionen og USA blev derfor udsat til november.
Forhandlingerne begyndte i Geneve i det neutrale Schweiz i november 1981, men de var præget af stor gensidig mistillid. Ved en berømt skovtur i juli 1982 nåede den amerikanske forhandler Nitze og hans sovjetiske kollega Kwitzinski dog alligevel frem til et muligt kompromisforslag, der faktisk så ud til at kunne løse hele problemet. Løsningsforslaget blev afvist af både Sovjetunionen og USA. Yderligere forhandlinger syntes herefter nyttesløse.

## Efterspil
I november 1983 blev dobbeltbeslutningen efter stor tids uro i de involverede vesteuropæiske lande endeligt implementeret. I Vesttyskland var hovedstaden Bonn op til afstemningen nærmest blevet belejret af fredsaktivister, der kun med møje kunne holdes væk fra parlamentsbygningen af politiet, og i selve parlamentet var debatterne præget af stor vrede, især venstrefløjspartiet die Grünen (de grønne) beskyldte i polemiske vendinger Helmut Kohls CDU-regering for at skubbe verden ud i en atomkrig. 
På trods af de mange dommedagsprofetier efterfulgtes opstillingen af atomvåben af en relativt rolig periode, hvor især Sovjetunionen så sig nødsaget til at redefinere sin politik over for Vesten. I marts 1985 blev Mikhail Gorbatjov ny generalsekretær for det sovjetiske kommunistparti, og han slog straks ind på en langt mere åben og forsonlig kurs. Det var Gorbatjovs opfattelse, at Sovjetunionen ikke ville kunne følge med i våbenkapløbet hverken på kortere eller længere sigt, uden at den sovjetiske økonomi ville blive stærkt hæmmet. Forholdet mellem de to supermagter forbedredes efter et topmøde i Geneve 1985 betragteligt, og i 1987 indgik man en aftale om en fuldstændig fjernelse af de omdiskuterede mellemdistanceraketter, den såkaldte INF-aftale. En hel klasse at atomare våben – raketter med rækkevidden 500 – 5.000 km – faldt dermed væk. Andre aftaler fulgte efter.
Et andet element fra topmøderne mellem den amerikanske præsident Ronald Reagan og Gorbatjov fra disse år var en 50% reduktion af de strategiske langdistancevåben fra store missiler og missiler i ubåde og langdistancebombefly. Desuden fulgte en stor reduktion af de konventionelle styrker i Europa og andre nedrustningsaftaler, indtil den kolde krig i praksis var ophørt 1991.